# DISC
Pour l’article homonyme, voir le jeu vidéo Disc.
Le DISC est un outil d'évaluation psychologique déterminant le type psychologique d'un sujet, créé par Walter Vernon Clarke sur la base de la théorie DISC détaillée dans le livre Emotions of Normal People publié par le psychologue William Moulton Marston en 1928. Cet acronyme reprend les quatre traits définis, la Dominance, l'Influence, la Stabilité et la Conformité (en anglais Dominance, Inducement, Submission, and Compliance). Marston (1928) considère que ces quatre traits, qu'il nomme « énergies », expliquent le comportement des individus dans la vie professionnelle comme personnelle. Marston (1928) associe également des couleurs à chacune de ces énergies.
Le DISC est une grille de lecture des comportements humains. Il ne doit pas être vu comme un test d'aptitude, un test de personnalité, ou une évaluation des valeurs d'un individu.

## Histoire

### Marston et la théorie DISC
Après avoir débuté des études de droit à l'Université Harvard, Marston s'oriente vers la psychologie et débute une thèse sous la direction de Hugo Münsterberg, un psychologue dont les recherches analysent les liens entre les émotions des individus et leurs comportements. Marston parvient à démontrer scientifiquement dans sa thèse le lien entre certaines émotions et la pression artérielle des individus . Ces recherches sont ensuite utilisées pour créer les détecteur de mensonges. 
Dans son livre de 1928, Emotions of normal people (Les émotions des gens normaux (comprendre neurotypiques)), Marston synthétise l'ensemble de ses travaux et propose la théorie DISC qui considère que les comportements des individus sont produits par quatre types d'énergie : Dominance (D), Influence (I), Stabilité (S), et Conformité (C). Il affirme que ces énergies dépendent de la manière dont les individus perçoivent leur environnement (comme une menace ou comme une opportunité) et la manière dont ils réagissent à celui-ci (en le subissant ou en essayant de le transformer).

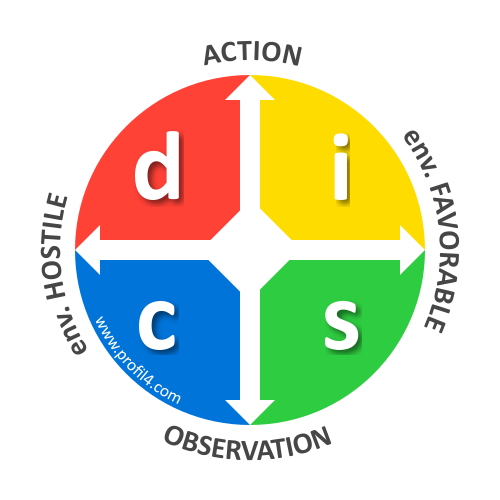
Roue DISC environnement / action

L'énergie Dominance (D) structure les comportements des individus qui considèrent l'environnement comme une menace mais qui décident d'agir pour y faire face. L'énergie Influence (I) est présente lorsque les individus agissent mais face à un environnement qu'il perçoivent comme plein de ressources. L'énergie Stabilité (S) se développe lorsque l'individu est plutôt passif mais dans un environnement qu'il considère comme rempli d'opportunités. Enfin, l'énergie Conformité (C) se retrouve chez les individus qui sont plutôt passifs face à un environnement qu'ils perçoivent comme globalement hostile.
Les individus peuvent se positionner plus ou moins loin sur les deux axes : plutôt que d'utiliser un tableau à quatre cases, Marston place les comportements humains sur 16 zones d'un disque, divisé en quatre cadrans et il associe une couleur distincte à chacune de ces zones.

### Clarke et le test DISC
Marston propose la théorie DISC mais il ne développe pas le test qui lui correspond . En revanche, il impose un principe peu courant dans l'univers des tests psychométriques : la théorie DISC, les énergies qu'elle identifie et les couleurs qu'elle y associe sont libres de droits. Elles peuvent être réutilisées librement et transformées par tous les individus qui le souhaitent. 
En 1956, Walter Vernon Clarke, un psychologue du travail, construit le premier test qui s'appuie sur la théorie du DISC. Il publie l'Activity Vector Analysis, une liste d'adjectifs où l'on coche ceux qui nous correspondent et il propose d'associer de nouvelles couleurs aux 16 cadrants de la nouvelle version de son disque. Ce test est créé pour les entreprises qui n'arrivent pas à choisir des employés qualifiés à embaucher.
Une dizaine d'années plus tard, il développe une nouvelle version du test, la Self Description. Plutôt que d'utiliser une liste d'adjectifs, le test force les sujets à choisir entre deux mots ou plus. Une analyse factorielle du test permet de créer une vraie catégorisation basée sur la théorie DISC.
En 1972, John Geier crée le Personal Profile System. Après des centaines d'entretiens cliniques, il développe la quinzaine de types de comportements découverts par Clarke.

## Utilisation actuelle
Le test DISC construit par Walter Vernon Clarke puis par John Geier est transformé dans des dizaines de variantes, généralement utilisées en entreprise. Parmi ces variantes, Everything DISC a publié un rapport de validation d'une version DISC Classic qui correspond aux standards requis en psychologie. Issue de cette variante, la roue Success InsightTM associe les types D, I, S, C respectivement aux couleurs primaires rouge, jaune, verte et bleue.
La classification de types de personnalités d'Eduard Spranger est parfois proposée avec l'évaluation DISC.

### Couleurs associées au modèle DISC
À l’origine, les couleurs associées aux profils DISC étaient respectivement bleu, rouge, jaune et vert. Ce code couleur a été remplacé dans les années 2000 par rouge, jaune, vert et bleu. C’est ce nouveau code couleur qui est utilisé de manière usuelle par la plupart des organismes. Certains organismes préfèrent toutefois continuer d’utiliser l’ancien code couleur, tandis que d'autres leur préfèrent des pictos ou des totems.

## Critiques

### Critiques du test DISC en tant qu'outil
Selon Lothar Seiwert et Friedbert Gay, le test DISC est un instrument solide permettant de connaitre ses propres forces, et de mieux comprendre et cerner d'autres personnes. Il permet également d'obtenir des conseils concrets à propos de la gestion du temps, de la gestion de soi, de la gestion des collaborateurs, du travail en équipe, et de la communication avec les clients, les partenaires et les enfants.
Selon David Myers en revanche, une typologie n'est fondamentalement pas en mesure de fournir des recommandations pratiques d'action.

### Critiques de la validité du test DISC
Le rapport de validation statistique publié par Everything DISC en 2007 compare le test DISC avec d'autres tests, en particulier le Myers-Briggs Type Indicator (MBTI), les 16 Personality Factors (16PF), les évaluations des comportements des répondants réalisées par leurs managers directs et conclut que le test est scientifiquement valable pour être utilisé comme instrument d'évaluation psychométrique.
D'après David Myers et Hermann-Josef Fisseni, une utilisation pratique de cette méthode n'est possible que si le modèle sous-jacent a été validé, or, ce n'est pas le cas pour le test DISC. Cornelius König et Bernd Marcus considèrent que la sensibilité, la fidélité et la validité du test DISC n'est pas solidement prouvée. Ils concluent : « Les validations concernant les critères ne sont communiquées pour aucune des versions. Des preuves empiriques pour l'aptitude à la pratique font donc défaut. ».  L'absence de validation remet aussi en question l'utilisation majeure du test DISC dans la formation des salariés : « Non seulement il n'y a pas d'évaluation des diverses formations dans lesquelles le test est utilisé (qu'elles enseignent le développement personnel, le coaching, la direction ou la vente), mais en plus il n'existe pas de preuves solides pour les interprétations étendues [...] du concept lui-même. Les preuves empiriques manquent aussi pour appuyer son emploi en tant qu'aide à la réflexion. Tant que de telles preuves ne sont pas fournies, le test ne peut être recommandé à des fins de formation ou de sélection ». 
Viktor Lau explique la large diffusion et la popularité du test DISC et de ses variantes (bien qu'il soit considéré comme dépassé, et que le modèle ignore les connaissances établies après les années 1920 concernant la recherche sur la personnalité), par l'effet Barnum, que l'astrologie utilise également.